# لیک این دهیلز (ایلینوی)
لیک این دهیلز (به انگلیسی: Lake in the Hills) یک منطقهٔ مسکونی در ایالات متحده آمریکا است که در شهرستان مک‌هنری، ایلینوی واقع شده‌است. لیک این دهیلز ۲۷٫۳۱ کیلومتر مربع مساحت و ۲۸٬۹۶۵ نفر جمعیت دارد.